# 1978 au Nouveau-Brunswick
Chronologie du Nouveau-Brunswick
- 1974
- 1975
- 1976
- 1977
- 1978
- 1979
- 1980
- 1981
- 1982

Cette page concerne des événements d'actualité qui se sont produits durant l'année 1978 dans la province canadienne du Nouveau-Brunswick.

## Événements
- Création des Hawks de Moncton.
- Première édition de la foire brayonne.
- 23 mars : Margaret Jean Anderson est nommée au Sénat du Canada.
- 6 mai : le député de Kent-Nord Joseph Zenon Daigle est élu chef de l'association libérale face à John G. Bryden.
- 16 octobre : le progressiste-conservateur Robert Corbett remporte l'élection partielle fédérale de Fundy—Royal à la suite de la démission de Gordon Fairweather.
- 23 octobre : 49e élection générale néo-brunswickoise.

## Naissances
- 25 janvier : Gordie Dwyer, joueur de hockey sur glace.
- 10 mars : Jake Stewart, député.
- 12 mai : Wilfred LeBouthillier, chanteur.

## Décès
- 13 mars : Milton Fowler Gregg, député et ministre.
- 5 juin : Hervé Michaud, député.